# 白杉庄一郎
白杉 庄一郎（しらすぎ しょういちろう、1909年11月24日 - 1961年6月15日）は、日本の経済学者。経済学史やマルクス経済学の研究者として知られる。 
京都府与謝郡市場村（現・与謝野町）出身。1928年に京都師範学校（現・京都教育大学）本科第2部に入学し、翌年卒業。続けて京都帝国大学経済学部に入学（当初選科、1930年より本科）し、1931年に大学院に進学。石川興二に師事し、1934年に京都帝大経済学部講師に就任した。1940年に助教授に昇格するが、太平洋戦争終結後に経済学部で起きた「戦争責任の自己批判」論に伴い、1946年に京都帝大を退職する。1947年、彦根経済専門学校（1949年より滋賀大学経済学部）の教授となる。1952年、『近世西洋経済史研究序説』により京都大学から経済学博士の学位を得る。1960年4月より立命館大学教授に就任。1961年6月15日、京都府立医科大学附属病院において狭心症のため死去。同日、正四位、勲四等瑞宝章を追贈された。